# Bulian (socken)
Bulian (kinesiska: 布连, 布连乡) är en socken i Kina. Den ligger i den autonoma regionen Inre Mongoliet, i den norra delen av landet, omkring 220 kilometer sydväst om regionhuvudstaden Hohhot.
Genomsnittlig årsnederbörd är 681 millimeter. Den regnigaste månaden är juli, med i genomsnitt 213 mm nederbörd, och den torraste är januari, med 2 mm nederbörd.